# 上大島 (つくば市)
上大島（かみおおしま）は、茨城県つくば市の地名。郵便番号は300-4351。

## 地理
つくば市北部、筑波研究学園都市周辺開発地区に位置する。筑波研究学園都市の最北端に位置し、東部は筑波山の西側にあたる。北西部は｢上大島工業団地｣となっており、筑波研究学園都市の都市育成、充実を図るべく先端技術産業の導入地区として位置づけられている。ダイナパック、小松印刷、INAXなど医薬品、紙、パルプ、情報通信電子材料、放射光、集積回路等の研究施設がある。
東は筑波、西は筑西市東石田・中根、南は国松、北は筑西市有田、桜川市真壁町酒寄と接している。

## 歴史
上大島工業団地は1969年（昭和44年）に三和ニードルベアリング株式会社が桜川西岸に工場用地を取得して以降、筑波町が周囲70haを工業専用地域に指定したのが始まりである。

### 沿革
- 1889年（明治22年） - 筑波郡筑波町、沼田村、国松村と合併し、筑波郡筑波町大字上大島となる。
- 1988年（昭和63年） - つくば市と合併。つくば市大字上大島となる。
- 2002年（平成14年） - 住所より｢大字｣を撤廃。つくば市上大島となる。

## 世帯数と人口
2017年（平成29年）8月1日現在の世帯数と人口は以下の通りである。
| 大字   | 世帯数  | 人口  |
| ------ | ------- | ----- |
| 上大島 | 271世帯 | 687人 |

## 小・中学校の学区
市立小・中学校に通う場合、上大島全域が秀峰筑波義務教育学校の学区となる。

## 交通
路線バス
- 上大島バス停留所
  - 桜川市・つくば市間広域連携バス
    - 桜川市役所岩瀬庁舎 - 岩瀬駅 - 真壁城跡 - 上大島 - 筑波山口

  - 筑西市・つくば市間広域連携バス
    - 下館駅 - 上大島工業団地 - 上大島 - 筑波山口

道路
- 茨城県道14号筑西つくば線
- 茨城県道41号つくば益子線
- 茨城県道132号赤浜上大島線
- 茨城県道505号桜川土浦潮来自転車道線（つくば霞ヶ浦りんりんロード）

かつては筑波鉄道筑波線上大島駅があった。

## 施設
- つくば警察署上大島駐在所
- つくば市上大島集会所
- 上大島郵便局
- LIXIL筑波工場
- 小松印刷筑波営業所・筑波工場
- 三和ニードルベアリング本社

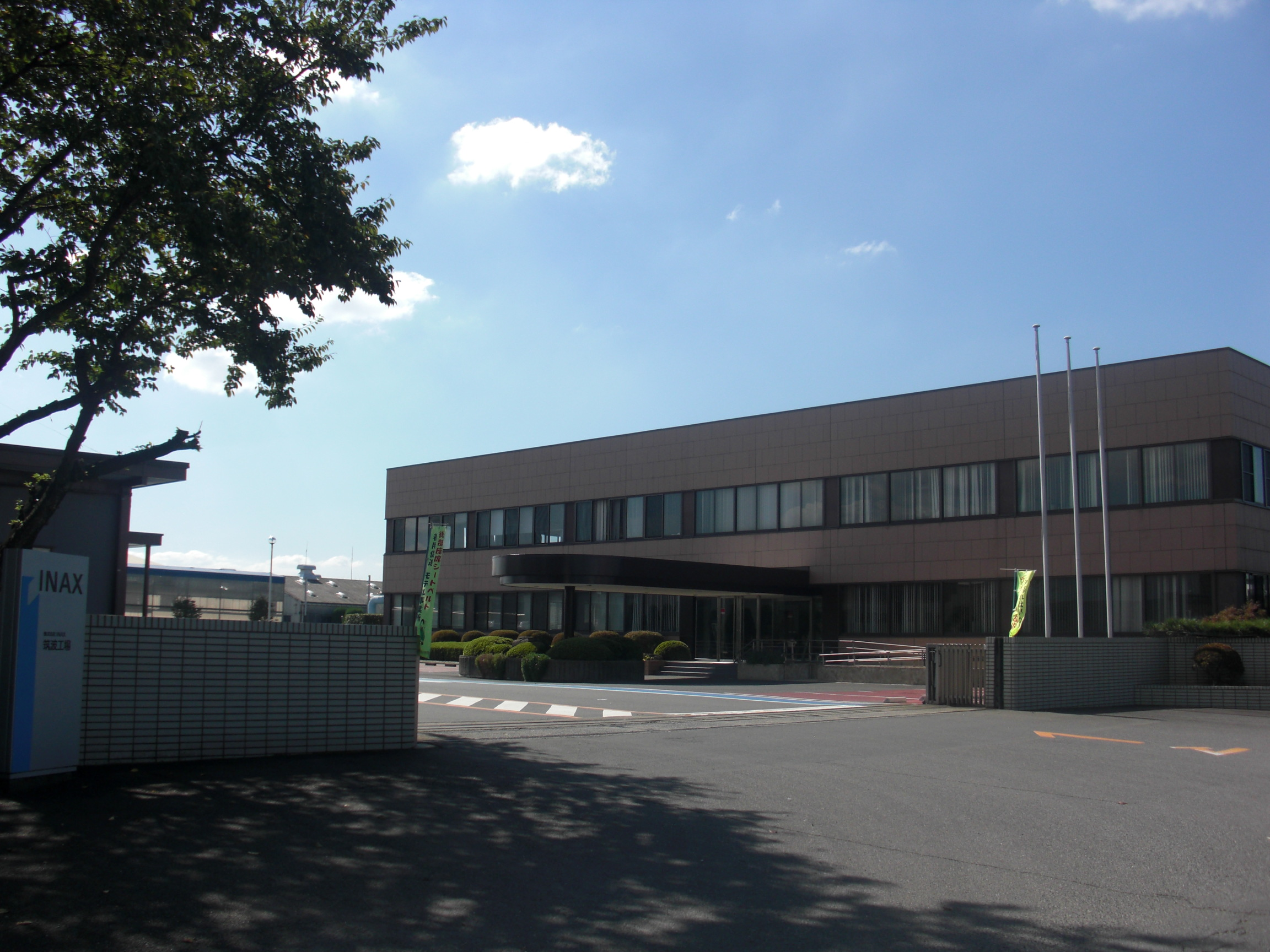
INAX筑波工場

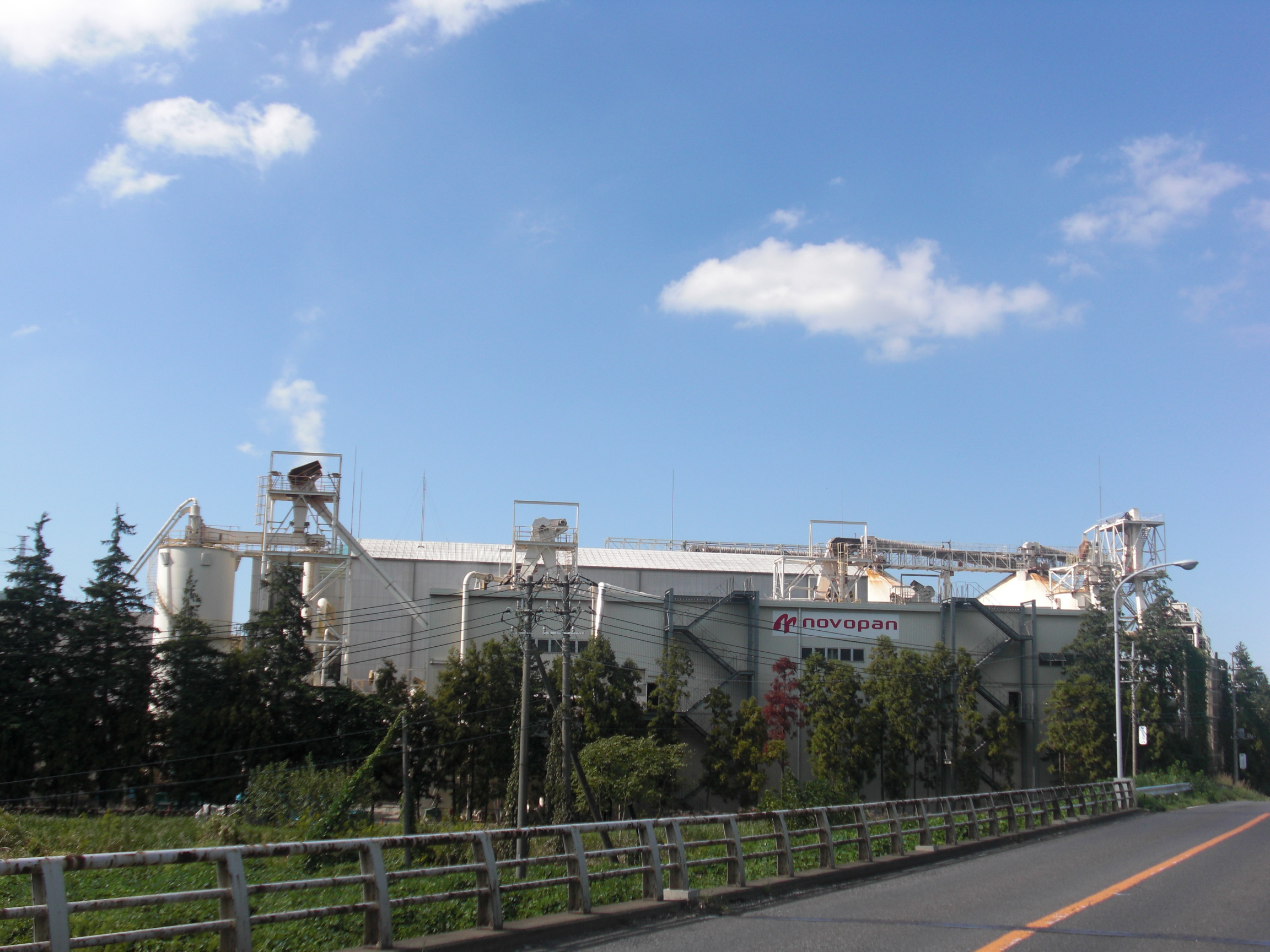
日本ノボパン工業つくば工場

- ダイナパックつくば事業所（旧・大日本紙業）
- 月島食品工業筑波工場
- 東京フード本社
- 日本ノボパン工業つくば工場